# Moto E12
Moto E12 — лінія смартфонів початкового рівня від компанії Mototola Mobility, що входить у серію Moto E. Лінія складається з двох основних моделей: Moto E22 й E32, а також кількох їх різновидів, таких як: Moto E22i та E22s у E22 та E32s у E32.
Індійський варіант Moto E32 є майже ідентичною моделлю до Moto E22s, але має інший модуль основної камери.

## Дизайн
Екран виконаний зі скла. Задня та бокова частини виконані з пластику.
За дизайном Moto E32 та E32s є ідентичними і виглядають дуже подібно до Moto G22. В свою чергу Moto E22s та індійський Moto E32 за дизайном подібні до глобального Moto E32 та E32s, але у них тільки дві задні камери, які необ'єднані в блок. Moto E22 та E22i за дизайном схожі на Motorola Edge 30 Neo.
Знизу розміщені роз'єм USB-C, динамік та мікрофон. Зверху розташований 3.5 мм аудіороз'єм. З лівого боку розташований слот під 2 SIM-картки і карту пам'яті формату microSD до 1 ТБ у Moto E22, E22i, E22s та індійського E32 та гібридний слот під 2 SIM-картки або 1 SIM-картку і карту пам'яті формату microSD до 1 ТБ в глобального E32 та E32s. З правого боку розміщені кнопки регулювання гучності та блокування смартфона, в яку вбудований сканер відбитків пальців.
Moto E22 продається в кольорах Astro Black (чорний) та Crystal Blue (блакитний).
Moto E22i продається в кольорах Graphite Gray (сірий) та Winter White (білий).
Moto E22s та індійський Moto E32 продаються в кольорах Iceberg Blue (синій) та Cosmic Black (чорний).
Moto E32 продається в 3 кольорах: Slate Grey (сірий), Misty Silver (сріблястий) та Pearl Blue (синій).
Moto E32s продається в кольорах Slate Grey (сірий) та Misty Silver (сріблястий).

## Технічні характеристики

### Платформа
Moto E22, його різновиди, індійський Moto E32 та E32s отримали процесор MediaTek Helio G37 та графічний процесор PowerVR 8320.
Глобальна версія Moto E32 отримала процесор Unisoc T606 та графічний процесор Mali-G57 MP1.

### Батарея
Moto E22 та E22i отримали батарею об'ємом 4020 мА·год, а інші моделі — 5000 мА·год. Також глобальна версія Moto E32 має підтримку швидкої зарядки на 18 Вт, а E32s — 15 Вт.

### Камери
Всі варіанти Moto E22 отримали основну подвійну камеру 16 Мп, f/2.2 (ширококутний) з фазовим автофокусом + 2 Мп, f/2.4 (сенсор глибини).
Moto E32 та E32s отримали основну потрійну камеру 16 Мп, f/2.2 (ширококутний) з фазовим автофокусом + 2 Мп, f/2.4 (макро) + 2 Мп, f/2.4 (сенсор глибини).
Індійський варіант Moto E32 отримав основну подвійну камеру 50 Мп, f/1.8 (ширококутний) з фазовим автофокусом + 2 Мп, f/2.4 (сенсор глибини).
Moto E22 та його різновиди отримали фронтальну камеру 5 Мп, f/2.2, а Moto E32 та його різновиди — 8 Мп, f/2.0.
Основна та фронтальна камера всіх моделей вміє записувати відео в роздільній здатності 1080p@30fps.

### Екран
Екран IPS LCD, 6.5", HD+ (1600 × 720) зі щільністю пікселів 270 ppi, співвідношенням сторін 20:9 та частотою оновлення 90 Гц. У Moto E22 та E22i присутній краплеподібний виріз, а в інших моделей — круглий по середині.

### Звук
Moto E22 та E22i отримали стереодинаміки. Роль другого динаміка виконує розмовний. Всі інші моделі отримали один мультимедійний динамік.

### Пам'ять
Moto E22 продається в комплектаціях 3/32 та 4/64 ГБ.
Moto E30 продається в комплектації 2/32 ГБ.
Moto E22s та E32 продаються в комплектації 4/64 ГБ.
Moto E32s продається в комплектаціях 3/32, 3/64 та 4/64 ГБ.

### Програмне забезпечення
Moto E32 та E32s були випущені на Android 11, E22, E22s та індійський E32 — на Android 12, а E22i — на Android 12 Go Edition.